# Цеглина (фільм)
«Цеглина» (англ. Brick) — американський детективний трилер режисера Раяна Джонсона у жанрі неонуар. У головній ролі — Джозеф Гордон-Левітт. Прем'єра відбулась 2005 року на Sundance Film Festival.

## Сюжет
Дії розгортаються у сучасній (2005 рік) школі у Південній Каліфорнії. Брендан Фрай (Джозеф Ґордон-Левітт), учень звичайної каліфорнійської школи, отримує записку від своєї колишньої дівчини Емілі (Емілі де Рейвін) із проханням прийти у певне місце для зустрічі. Там Брендан отримує дзвінок у телефонну будку: Емілі істерично намагається щось йому сказати, лунає кілька незрозумілих слів: «цеглина», «таг», «фріско», «штир», і раптом кидає трубку.
Брендан розуміє, що дівчина потрапила у біду, тому вирішує за допомогою кількох зачіпок знайти її та з'ясувати, що сталося. У цьому йому допомагає інформатор на прізвисько «Мозок» (Метт О'Лірі). Через два дні, відповідно до записки, яку він знайшов у шкільному театрі, він приходить до стічної канави у придорожному тунелі, де знаходить тіло Емілі, і чує звуки кроків людини, що втікає геть.
Після смерті Емілі Брендан намагається знайти винного у її смерті. Під час розслідування цієї справи у Брендана з'являється коло підозрюваних, серед яких: популярна у школі Лора (Нора Зегетнер), злочинець Таг (Ноа Флісс), наркозалежний Дод (Ноа Сіган), театральна актриса Кара (Меган Гуд), спортсмен Бред (Браян Дж. Вайт), і наркобарон «Голка» (Лукас Гаас).
У результаті свого розслідування він опиняється у епіцентрі місцевої злочинної змови.

## У ролях
- Джозеф Гордон-Левітт — Брендан Фрай
- Емілі де Рейвін — Емілі Костіш
- Нора Зегетнер — Лора Деннон
- Метт О'Лірі — Мозок
- Ноа Флісс — Таггер («Таг»)
- Лукас Гаас — Голка
- Браян Дж. Вайт — Бред Бреміш
- Меган Гуд — Кара
- Ноа Сіган — Дод
- Річард Раундтрі — віце-директор Труман

## Реліз
У США фільм вийшов на екрани 7 квітня березня 2006 року у 2-ох спеціалізованих кінотеатрах. У Великій Британії аудиторії картину було представлено 12 травня. За різними даними бюджет фільму склав $400—500 тис.; а касові збори склали близько $2 млн у США; загальні ж касові збори ледь не сягнули $4 млн.

## Home media
Реліз фільму для США і Канади на DVD відбувся 8 серпня 2006 року як частина серії «Spotlight Series» компанії Focus Features . До диску увійшли: вибірка "вирізані і розширені сцени з вступом від Джонсона; обговорення фільму за участі Нори Зегетнер і Ноя Сеґана; і аудіокоментар із Раяном Джонсоном, Норою Зегетнер, Ноєм Сеґаном, художником-постановником Джоді Тілленом і художником із костюмів Мішель Пош
Реліз фільму на DVD для Європи (без України, Білорусі і РФ), Середнього Сходу, Єгипту, Японії, Південної Африки відбувся 18 вересня 2006 року.

## Рецензії
У цілому, відгуки про картину були теплими. На сайті Rotten Tomatoes фільм отримав 80 % «свіжості», спираючись на 137 коротких відгуків, і став 35 номером у списку газети Entertainment Weekly «50 найкращих фільмів випускників школи». На основі 34 коротких відгуків у інтернеті сайт Metacritic присудив картині 72 пункти зі 100 (рейтинг «уцілому добре»).
«Цеглині» присудили 489-ту позицію в журналі «Empire» за 2008 рік у списку 500 найвидатніших фільмів усіх часів.

## Музична тема і саундтрек
Музику до фільму «Цеглина» написав двоюрідний брат Джонсона, Нейтан Джонсон, за участі гурту The Cinematic Underground. Музика до фільму перегукується зі стилем, відчуттям і загальною текстурою фільмів нуар. Музичну тему написано для традиційних інструментів: піаніно, труба і скрипка, а також для унікальних і нововинайдених інструментів: вино-фон, металофон, зламане пианино, дверці-шафи й кухонне-начиння. Усю цю музику Нейтан Джонсон записав у власній квартирі в місті Борнмуті за допомогою одного мікрофона і комп'ютера PowerBook. CD з саундреком до фільму вийшов у світ 12 березня 2006 року на студії «Lakeshore Records». На додаток до Джонсонових тем, він включає пісні рок-гурту The Velvet Underground, австрійського музиканта Антона Караса (чесько-угорського походження) і Кея Армена, пісні «Frankie and Johnny» у виконанні Бенні Беріґена «The sun whose rays are all ablaze» у виконанні Нори Зегетнер. Нейтан Джонсон підтвердив думку про вплив тем із фільму Твін Пікс Девіда Лінча.
1. «Emily's Theme» — Нейтан Джонсон
2. «Sister Ray[en]» — The Velvet Underground
3. «The Sun Whose Rays Are All Ablaze» — Нора Зегетнер
4. «Frankie and Johnny[en]» — Банні Беріґен
5. «I'm in the Middle of a Riddle» — Ентон Кейрас (Антон Карас), Кей Армен
6. «Pale Blue Arrow» — Нейтан Джонсон
7. «Locker 269» — Нейтан Джонсон
8. «Kara's Theme (Вампірська драма)» — Чайна Кент
9. «Laura's Theme» — Нейтан Джонсон & Чайна Кент
10. «The Pin in the Night» — Нейтан Джонсон, Кріс Мерс & Чайна Кент
11. «Pie House Rats» — Сет Кент
12. «Emily's Theme 2 (Білий кролик)» — Нейтан Джонсон
13. «Emily's Theme 3 (Почати зайжди важко)» — Нейтан Джонсон & Чайна Кент
14. «The Dream and the Tunnel» — Нейтан Джонсон & Кріс Мерс
15. «Emily's Theme 6 (Реприза)» — Нейтан Джонсон
16. «A Show of Hands» — Нейтан Джонсон
17. «Minneapolis» — Нейтан Джонсон
18. «Front Page News» — Нейтан Джонсон
19. «Knives in My Eyes» — Нейтан Джонсон
20. «The Pin's Lair» — Нейтан Джонсон
21. «Laura's Theme 5 (Віриш тепер?)» — Нейтан Джонсон & Чайна Кент
22. «Ultimate-Tims» — Нейтан Джонсон & Чайна Кент
23. «Turning In» — Нейтан Джонсон
24. «The Pinivan» — Нейтан Джонсон & Чайна Кент
25. «Dode's Threat/South of T-Street» — Нейтан Джонсон & Кріс Мерс & Чайна Кент & Стів Каулі
26. «The Brick of Brock» — Нейтан Джонсон & Чайна Кент
27. «Four O'Clock (Частина 1)» — Нейтан Джонсон & Кріс Мерс
28. «The Field» — Нейтан Джонсон & Чайна Кент
29. «The Tunnel» — Нейтан Джонсон & Кріс Мерс
30. «Tug's Tale (Частина 2)» — Нейтан Джонсон & Кріс Мерс
31. «Kabuki Confrontation» — Нейтан Джонсон & Кріс Мерс & Чайна Кент
32. «Showing Kara's Ace» — Нейтан Джонсон & Кріс Мерс & Чайна Кент
33. «Four O'Clock (Частина 2)» — Нейтан Джонсон & Кріс Мерс & Чайна Кент
34. «I'm Sorry Brendan» — Нейтан Джонсон
35. «The Physical Proxy» — Нейтан Джонсон & Чайна Кент
36. «Pale Blue Arrow (Частина 2)» — Нейтан Джонсон & Чайна Кент
37. «Building to War» — Нейтан Джонсон & Кріс Мерс
38. «War» — Нейтан Джонсон & Кріс Мерс
39. «Laura's Theme (Реприза)» — Нейтан Джонсон & Чайна Кент
40. «The Tale» — Нейтан Джонсон & Кріс Мерс & Чайна Кент & Стів Каулі

## Нагороди
- 2005 — Sundance Film Festival: Спеціальний приз журі та номінація на Великий приз журі (Райан Джонсон)
- 2006 — Каталонський кінофестиваль у Сіджасі: премія «Громадянин Кейн» за найкраще режисерське відкриття та номінація на найкращий фільм (Раян Джонсон)
- 2006 — дві номінації на премію «Незалежний дух»: премія імені Джона Кассаветіса (Раян Джонсон, Рем Бергман, Марк Метіс) та продюсерська премія (Рем Бергман)